# Álvaro Domínguez
Álvaro Domínguez Soto (Madrid, 16 de maio de 1989) é um ex-futebolista espanhol que atuou como zagueiro. Se aposentou precocemente, aos 27 anos, devido a lesões.

## Títulos
Atlético de Madrid
- Liga Europa: 2009–10, 2011–12
- Supercopa Europeia: 2010

Seleção Espanhola
- Eurocopa Sub-21: 2011